# Prag 4
Prag 4 ist ein Verwaltungsbezirk sowie ein Stadtteil der tschechischen Hauptstadt Prag.

## Struktur
Der Verwaltungsbezirk Prag 4 umfasst den Stadtteil Prag 4 sowie den Stadtteil Kunratice.
Der Stadtteil Prag 4 wiederum umfasst die Katastralgemeinden Braník, Hodkovičky, Krč, Lhotka und Podolí vollständig sowie den Großteil von Nusle (ohne das Nusle-Tal) und von Michle, einen kleinen Teil von Záběhlice und an der nördlichen Spitze ein kleines Stück von Vinohrady.

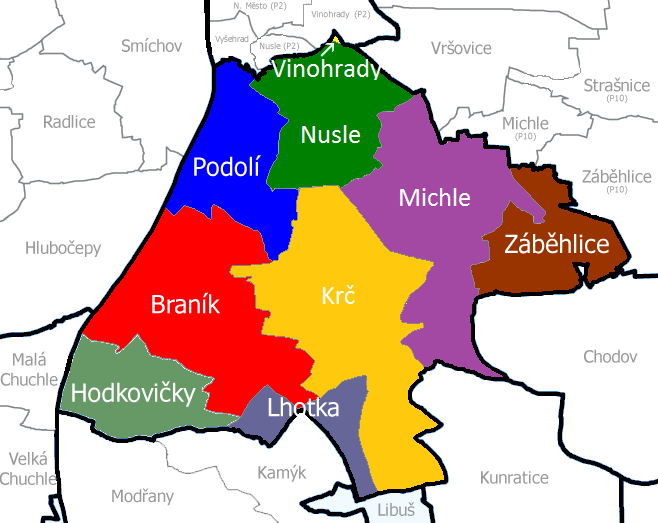
Aufteilung des Stadtteils Prag 4 auf die einzelnen Katastralgemeinden